# Liste der diplomatischen Vertretungen in der Türkischen Republik Nordzypern

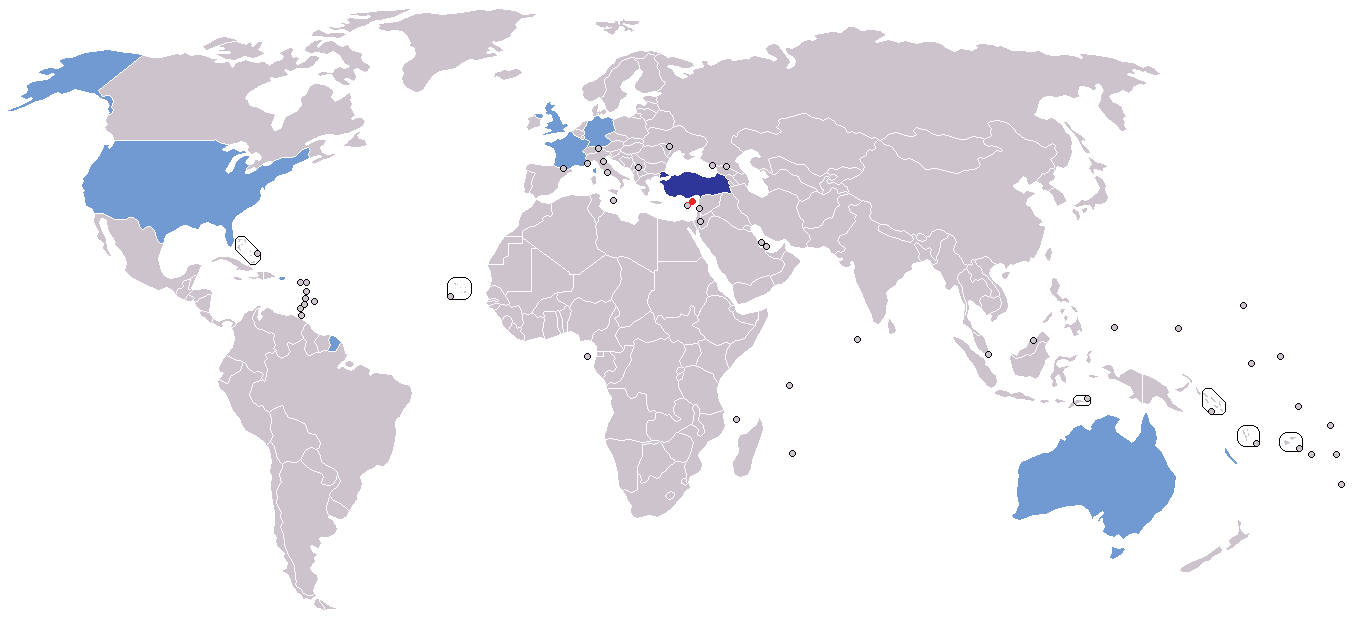
Botschaft
nicht diplomatische Repräsentanz

Dies ist eine Liste der diplomatischen und konsularischen Vertretungen in der Türkischen Republik Nordzypern. Derzeit (Stand April 2016) unterhält nur ein Staat eine Botschaft bei der zyperntürkischen Regierung in Nord-Nikosia.

## Botschaften
- Türkei (Botschaft) in Lefkoşa

## Vertretungsbüros
- Australien
- Deutschland
- Italien
- Vereinigtes Königreich
- Vereinigte Staaten

## Kulturbüro
- Frankreich

## Betreuungsbüro
- Europäische Union